# 田中勇輝
田中 勇輝（たなか ゆうき）は、日本の漫画家、漫画原作者。

## 略歴
- 2019年、『トーキョー忍スクワッド』を『週刊少年ジャンプ』にて初連載[1]。松浦健人が作画を務め、田中は原作を担当[2]

## 作品リスト

### 連載
- トーキョー忍スクワッド（作画：松浦健人、『週刊少年ジャンプ』2019年27号[2] - 2020年2号[3]）

### 読み切り
- GAGA（『ジャンプNEXT!!』2015年 vol.6）
- トーキョー忍スクワッド（『ジャンプGIGA』2017 vol.2）